# Christopher Wylie
Christopher Wylie (Canadá, 19 de junho de 1989) é um consultor de dados canadense, conhecido por trabalhar na Cambridge Analytica. Em 2018, apareceu na lista de 100 pessoas mais influentes do ano pela Time.